# Bertula latifasciata
Bertula latifasciata är en fjärilsart som beskrevs av George Francis Hampson 1895. Bertula latifasciata ingår i släktet Bertula och familjen nattflyn. Inga underarter finns listade i Catalogue of Life.